# Oxalis semitruncata
Oxalis semitruncata är en harsyreväxtart som beskrevs av A. Lourteig. Oxalis semitruncata ingår i släktet oxalisar, och familjen harsyreväxter. Inga underarter finns listade i Catalogue of Life.